# Zdeněk Netopil
Zdeněk Netopil (* 20. června 1948, Šanov, okres Znojmo – 31. prosince 2023 Praha) byl český malíř, ilustrátor, grafik, typograf, herec a mim.

## Život
Zdeněk Netopil studoval v letech 1963–1967 užitou grafiku na Střední uměleckoprůmyslové škole (Škola uměleckých řemesel) v Brně. Pak pracoval do roku 1973 ve Státním divadle v Brně jako reklamní malíř a současně byl hercem a mimem v brněnském divadel Husa na provázku. Následně vystudoval v letech 1973–1979 propagační grafiku na Vysoké škole uměleckoprůmyslové v Praze pod vedením profesora Evžena Weidlicha.
Věnoval se malbě, grafice, typografii, kaligrafii a knižní i časopisecké ilustraci, od roku 1979 ve svobodném povolání. Roku 1996 navrhl svoji první poštovní známku s českou šachistkou Věrou Menčíkovou, mistryní světa v šachu v letech 1927–1939. Od té doby vytvořil celkem třináct českých poštovních známek, převážně se sportovní tematikou. Svoji tvorbu prezentoval na řadě společných i autorských výstav doma i v zahraničí a jeho díla jsou zastoupena v řadě zahraničních galerií (např. v Galerii evropského umění na Havaji) i v soukromých sbírkách.

## Z knižních ilustrací

### Česká literatura
- Eduard Fiker: Stráž na Psí skále (2002).
- Karel Ptáčník: Dům uprostřed města (1991).
- Roman Ráž: In flagranti (1989).
- Stanislav Rudolf: Pusinky (1987).

### Světová literatura
- James Graham Ballard: Říše slunce (1988).
- Edgar Rice Burroughs: Princezna z Marsu 1995.
- Edgar Rice Burroughs: Bohové na Marsu 1996.
- Edgar Rice Burroughs: Pozemšťan vojevůdcem na Marsu 1996.
- Edgar Rice Burroughs: Thuvia, dívka z Marsu 1997.
- Edgar Rice Burroughs: Vražedná šachovnice na Marsu 1998.
- Edgar Rice Burroughs: Šílený vědec na Marsu 1998.
- Edgar Rice Burroughs: Bojovník na Marsu 1999.
- Edgar Rice Burroughs: Mistři meče na Marsu 2000.
- Edgar Rice Burroughs: Umělí lidé na Marsu 2000.
- Edgar Rice Burroughs: Llana z Gatholu 2002.
- Edgar Rice Burroughs: John Carter na Marsu 2003.
- Henry Fielding: Tom Jones (1987).
- James Herriot: Když se zvěrolékař ožení (1991).
- Thomas Mayne-Reid: Bezhlavý jezdec (1994).
- George Mikes: Číča: životopis kočky (1996).
- Harry Mulisch: Atentát (1986).
- Anne Riceová: Hodina čarodějnic (1995).
- Jack Schaefer: Jezdec z neznáma (1988).